# فرچه سرخ
کابومبای قرمز (نام علمی: Cabomba furcata) نام یک گونه از سرده کابومبا است.